# Кобриново
Ко́бриново (укр. Кобринове) — село в Тальновском районе Черкасской области Украины.
Население по переписи 2001 года составляло 717 человек. Почтовый индекс — 20421. Телефонный код — 4731.
В селе родился Герой Советского Союза Фёдор Палий, а также академик-историк Дмитрий Моисеевич Петрушевский.

## Местный совет
20421, Черкасская обл., Тальновский р-н, с. Кобриново, ул. Ленина, 62